# Parque nacional de Gunung Rinjani
El parque nacional de Gunung Rinjani es un parque nacional de Indonesia. Se encuentra en la isla de Lombok, dentro de la provincia de las Islas menores de la Sonda occidentales. El parque se extiende por alrededor de 41.330 hectáreas y está formado por terrenos montañosos. El monte Rinjani (Gunung Rinjani), que es la tercera montaña más alta de Indonesia con 3.726 m s. n. m., se encuentra dentro del parque y le da su nombre al parque.

## Flora y fauna
Algunas de las plantas en peligro protegidas en este parque nacional, tales como: Pterospermum javanicum, Swietenia macrophylla, Ficus superba, Toona sureni, Vanda sp., Usnea sp y Anaphalis sp.
Hay también varias especies animales en peligro protegidas en esta zona, incluyendo el sambar de Java, muntíaco de la India, puercoespín de Java, monos surili, el filemón de Timor, varias cacatúas y el mielero de Lombok.